# 郭珠
郭珠（1454年—？年），字明遠，四川敘州府富順縣人，民籍，明朝政治人物。

## 生平
雲南鄉試第三十九名舉人。成化二十三年（1487年）中式丁未科二甲第一百零五名進士。官山西按察司佥事。

## 家族
曾祖郭思俊；祖父郭子顏；父郭宗，經歷。母金氏。